# NGC 6999
NGC 6999 في الفهرس العام الجديد، هي مجرة، تقع في كوكبة المجهر (كوكبة). اكتشفت في 19 أكتوبر 1864 بواسطة ألبرت مارث.

## روابط خارجية
- NGC 6999 على موقع ويكي سكاي: DSS2, SDSS, GALEX, IRAS, Hydrogen α, X-Ray, Astrophoto, Sky Map, Articles and images